# Le Chesnay-Rocquencourt
Le Chesnay-Rocquencourt – gmina we Francji, w regionie Île-de-France, w departamencie Yvelines. W 2016 roku liczba ludności wynosiła 31 929 mieszkańców. 
Gmina została utworzona 1 stycznia 2019 roku z połączenia dwóch ówczesnych gmin: Le Chesnay oraz Rocquencourt. Siedzibą gminy została miejscowość Le Chesnay. 